# Icenowie
Icenowie – plemię Brytów zamieszkujące w starożytności obszary dzisiejszych hrabstw Norfolk i Suffolk (Wielka Brytania). Wsławili się w 60 lub 61 r. n.e. zrywem powstańczym pod wodzą Boudiki.
Rzymianie sprawowali władzę na ziemiach Icenów poprzez podległego im króla Prasutagusa.
W 60 lub 61 r. Icenowie pod wodzą Boudiki wywołali powstanie przeciwko Rzymianom, ostatecznie stłumione.
Monety Icenów z lat 25-20 p.n.e. przedstawiały dzika z ogonem w kształcie litery S.